# Myar
Myar，是香港男子唱作組合，之前由四個成員Lucas崔可迪、KW朱敏希、Janzen曾贊學和Sam組成，於2013年加入香港樂壇。2014年中旬，Janzen和Sam離隊，經紀公司沒有加入新成員，Myar以二人之姿活動。

## 背景
他們的名字概念源自勿忘草的英文學名Myosotis Arvensis，代表著他們的音樂夢，希望每一位聽過他們作品的樂迷都不會忘記他們。
Myar音樂風格多變，類型多元化，從清新到抒情，甚至搖滾到說唱(Rap)也是他們喜愛及會創作的歌曲類型。
他們曾於2015年參與《中國好聲音》第四季香港賽區並晉身20強，備受關注。
Myar亦曾與網絡紅人 何穎璇 (Miss Hunny) 拍攝一系列網絡影片，受網民歡迎。
他們出道至今多次與資深搖滾監制 Adrian Chan (陳偉文）合作，作品包括：《只是太早》、《同窗會》、《按停》等歌曲。
Myar於2016年及2017年與韓國資深Rapper AndyA47 合作錄製及演唱了兩首作品，並於韓國知名媒體 CJ E&M 發表，成績優異。
於2017年電影 春嬌救志明 上映期間，他們二人串連起並改編 余文樂 及 楊千嬅 的經典歌曲（改編歌名：《春嬌唱志明》），獲得 余文樂 及電影官方讚揚及轉載，成為一時熱話。

## 成員資料

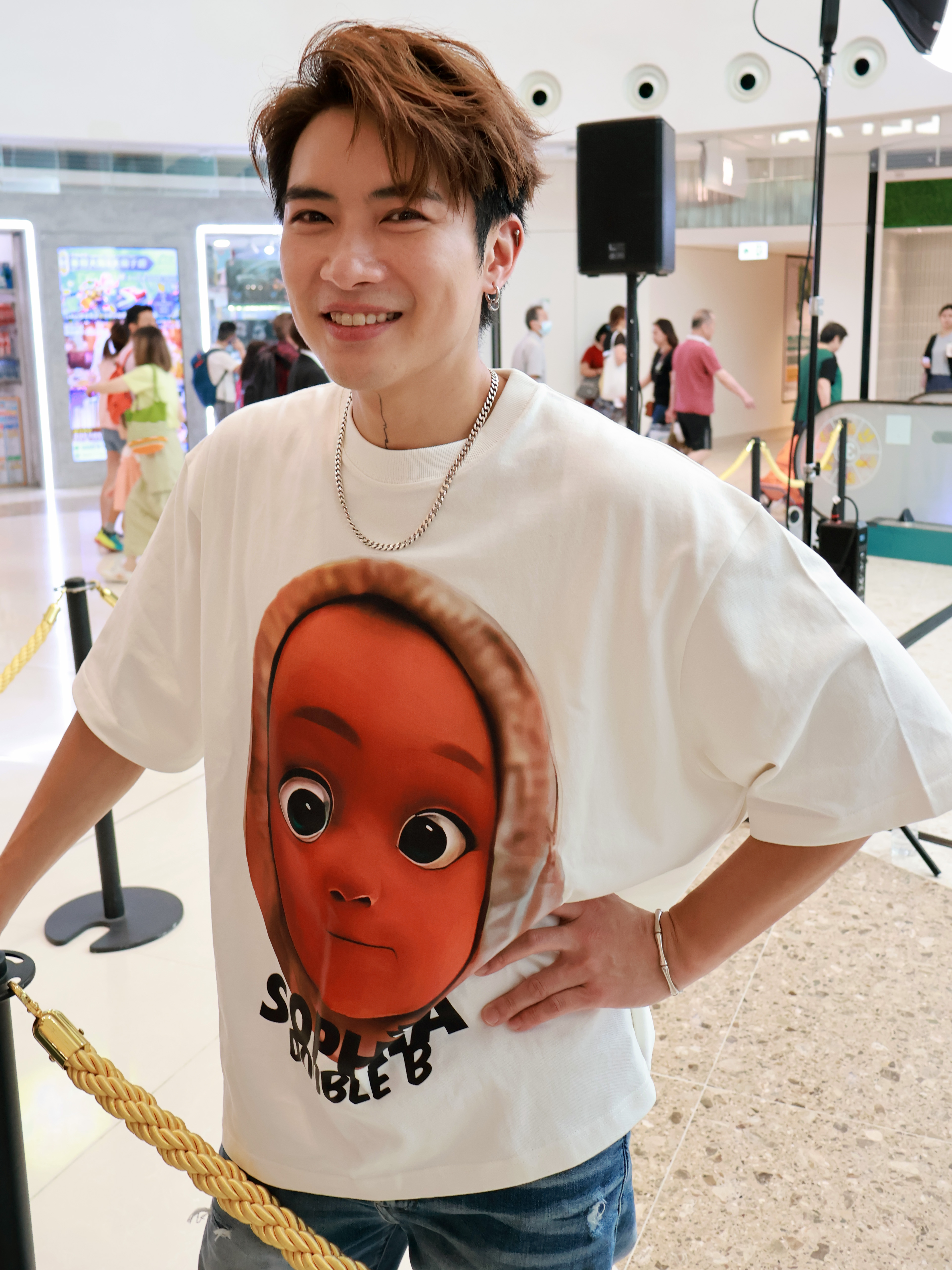
崔可迪

| Lucas | 崔可迪 | Chuy kedi  | 又稱Neverlu，曾於2010年度英皇新秀歌唱大賽獲得殿軍 | 1985年11月16日 |
| KW    | 朱敏希 | Chu Min xi | 曾於2009－2010年度iMusicWorld互動音樂創作比賽獲得全場總冠軍及網上最受歡迎歌曲獎及第二十三屆CASH流行曲創作大賽十強 作曲作品包括鍾一憲的歌曲《明明》（與張家誠合寫），及狄易達於Cash演唱的歌曲《追追追》。 | 6月15日        |

## 音樂作品

### 數碼專輯
| 專輯 # | 專輯類型   | 發行商   | 專輯名稱          | 發行日期       | 曲目（僅列出多於1首歌曲的專輯） |
| ------ | ---------- | -------- | ----------------- | -------------- | ------------------------------- |
| 1st    | iTunes單曲 |          | Hunny             | 2014年         |                                 |
| 2nd    | iTunes單曲 |          | U&I(英語/韓語)    | 2016年         |                                 |
| 3rd    | iTunes單曲 |          | I'm ok(英語/韓語) | 2017年1月10日  |                                 |
| 4th    | iTunes單曲 |          | 尾行              | 2017年         |                                 |
| 5th    | iTunes單曲 | 耀榮文化 | 向青春說Sorry     | 2018年5月14日  |                                 |
| 6th    | iTunes單曲 | 耀榮文化 | 同窗會            | 2018年8月28日  |                                 |
| 7th    | iTunes單曲 | 耀榮文化 | 爸媽              | 2018年10月10日 |                                 |

### 末派台歌曲
- 有所不知
- 只是太早
- 按停(國語)

## 音樂錄影帶(MV)

### 2014
- Hunny （页面存档备份，存于）

### 2015
- 有所不知 （页面存档备份，存于）
- 只是太早（页面存档备份，存于）
- 同窗會（页面存档备份，存于）

### 2016
- 按停（页面存档备份，存于）
- U&I （页面存档备份，存于）

### 2017
- I'm ok （页面存档备份，存于）
- 尾行 （页面存档备份，存于）

### 2018
- 向青春說Sorry （页面存档备份，存于）

## 參與影片 (Hunny音樂台)

### 2015
- 不許你注定一人（页面存档备份，存于）
- 女皇（页面存档备份，存于）
- Candy Ball（页面存档备份，存于）
- 天涯孤客（页面存档备份，存于）
- 高山低谷（页面存档备份，存于）

### 2016
- 天命最高（页面存档备份，存于）
- 祝福你

## 參與影片 (微電影)

### 2016
- 曾經我們相信著

## 參與廣告

### 2016
- FitBoxx 元氣館（页面存档备份，存于）

### 2017
- The Rainbow 虹方 (參與成員：Lucas)（页面存档备份，存于）

## 派台歌曲成績
| 派台歌曲成績 | 派台歌曲成績   | 派台歌曲成績 | 派台歌曲成績 | 派台歌曲成績 | 派台歌曲成績 | 派台歌曲成績 |
| ------------ | -------------- | ------------ | ------------ | ------------ | ------------ | ------------ |
| 唱片         | 歌曲           | 903          | RTHK         | 997          | TVB          | 備註         |
| 2014年       |                |              |              |              |              |              |
|              | Hunny          | -            | -            | -            | -            |              |
| 2018年       |                |              |              |              |              |              |
|              | 向青春說 Sorry | -            | -            | -            | -            |              |
|              | 同窗會         | -            | -            | -            | -            |              |
|              | 爸媽           | -            | -            | -            | -            |              |

| 各台冠軍歌總數 | 各台冠軍歌總數 | 各台冠軍歌總數 | 各台冠軍歌總數 | 各台冠軍歌總數    |
| -------------- | -------------- | -------------- | -------------- | ----------------- |
| 903            | RTHK           | 997            | TVB            | 備註              |
| 0              | 0              | 0              | 0              | 四台冠軍歌總數：0 |

## 外部連結
- DBC 校園好聲音訪問
- Myar的Facebook專頁
- Myar的Instagram帳戶
- 魔鏡歌詞網Myar（页面存档备份，存于）
- 專訪:MyAr為MV犧牲第一次 望作多方位嘗試（页面存档备份，存于）
- Myar《Hunny》（页面存档备份，存于）